# Aumunder Heide
Die Erschließungsstraße Aumunder Heide in Bremen, Stadtteil Vegesack, Ortsteil Fähr-Lobbendorf, führt in Ost-West-Richtung vom Heidkuhlenweg bis zur Straße Hohe Feld.
Die Querstraßen und die Anschlussstraßen wurden benannt u. a. als Heidkuhlenweg nach einem Wassertümpel; Pundtskamp nach dem Bauern Pund, der den Kamp (= Feld) besaß; Georg-Gleistein-Straße nach dem Kapitän und 1824 Gründer einer Tauwerkfabrik; Bökenkamp als Flurname für Buchenfeld; Ludwig-Jahn-Straße nach dem „Turnvater“ (1778–1852); Martin-Ecks-Straße nach dem Mitgründer der Gemeinde Aumund und Vorsteher der Gemeinde Fähr; Fährer Flur nach einer Flur zwischen Vegesack und Fähr (für Fähre an einem kleinen Bauerhafen); Fährer Mittelstraße nach der Lage in Fähr; Schüttes Kamp nach dem Kaufmann Franz Schütte (1836–1911); und Hohe Feld als Flurbezeichnung nach seiner höheren Lage.

## Geschichte

### Name
Die Straße wurde benannt nach dem Ort Aumund (= an der Mündung der Aue), 1040 als Aunon erwähnt. Aumund war seit dem 19. Jahrhundert eine Gemeinde im Amt Blumenthal und seit 1885 im Kreis Blumenthal. Die Aumunder Heide war eine Flur in einer Heidelandschaft am Geestrücken der Bremer Schweiz.

### Entwicklung
Vegesack war eine Stadt im Land Bremen und ist ein Stadtteil von Bremen. Nach der Weserkorrektion von 1887 bis 1895, dem Zollanschluss von 1888 und der Gründung der Werft Bremer Vulkan von 1893 hatte das Gebiet einen erheblichen Bevölkerungszuwachs. In dem bis dahin ländlich geprägten Gebiet wurden am Anfang des 20. Jahrhunderts viele Wohnhäuser an der langen Erschließungsstraße gebaut. Die Straße wurde von 1963 bis 1967 ausgebaut.

### Verkehr
Die Straße liegt in einer Tempo-30-Zone.
Im Nahverkehr in Bremen tangieren die Buslinien 90 und 90E (Gröpelingen ↔ Neuenkirchen) sowie 95 (Gröpelingen ↔ Bockhorn) und 677 (Vegesack – Beckedorf – Schwanewede – Uthlede) die Straße.
Die parallel verlaufende Bundesautobahn 270 kann über den Anschluss Vegesack-Mitte erreicht werden.

### Gebäude und Anlagen
An der Straße stehen zumeist ein- und zweigeschossige Wohnhäuser sowie wenige Geschäfte (Fleischerei, Friseur, Zweirad-Center, Kiosk).
- Ecke Ludwig-Jahn-Straße: Spielplatz und Grünanlage
- Nr. 34: 2-gesch. verfliestes Giebelhaus mit historisierenden Verzierungen